# Presó Model de València
La Presó Model de València és un antic edifici penitenciari situat al barri de Nou Moles, al districte de l'Olivereta de la ciutat de València, actualment reconvertit en un complex administratiu de la Generalitat Valenciana.

## Edifici
L'edifici inicia la seua construcció el 1901 als afores de la ciutat, a la vora del riu Túria en la frontera amb el terme municipal de Mislata. Es tracta de la construcció més important de finals del segle xix a la ciutat, a càrrec de l'arquitecte Joaquín María Belda. Fou una presó que destacà pel seu disseny avançat a l'Estat Espanyol, creat segons la tendència del moment: arquitectura i funcionalisme. Va ser dissenyada amb forma radial o panòptica, adoptant el sistema de presó desenvolupat a Filadèlfia (Cherry Hill) en 1825. En aquest tipus de construcció s'imposa la funció de control i vigilància. L'edificació es compon d'un cos central destinat a l'accés a les galeries que actua de ròtula al voltant del qual s'articulen quatre cossos longitudinals situats en forma d'estrella ocupats per galeries i cel·les.

## Història
La Presó Model va ser inaugurada en 1903. La seua posada en funcionament va centralitzar a tots el presos que fins al moment eren reclosos als convents de Sant Agustí i de Sant Gregori i a les Torres de Serrans. Després de la Guerra Civil, el règim franquista la va utilitzar com a centre de reclusió per a presos polítics. En alguns mesos de 1939 i 1940 van arribar a concentrar-se unes 15.000 persones recloses, encara que la capacitat d'aforament prevista d'aqueix recinte construït era de 528 persones. Posteriorment fou un lloc habitual de reclusió dels republicans i contraris al govern franquista durant el període de postguerra fins a la Transició.
L'any 1979 la presó es va declarar patrimoni històric. El gener de 1992 va tindre lloc un motí de 300 presos, que va provocar seriosos danys a la presó tant per la revolta com per l'assalt de les forces d'ordre. Va finalitzar el seu ús penitenciari en 1992 amb el trasllat dels presos a la presó de nova construcció en Picassent.
 El 1993 es va rodar a la presó la pel·lícula Todos a la cárcel dirigida per Luis García Berlanga, que va ser premiada amb dos premis Goya.
La presó va ser adquirida per la Generalitat Valenciana i en 2008 es va començar a realitzar una reforma integral del complex penitenciari a càrrec de l'arquitecte valencià Juan Añón, per tal d'utilitzar-lo com a seu de les conselleries de Medi Ambient, Agricultura, Governació, Benestar Social i Cultura del govern. El projecte inicial tenia un cost de 36 milions d'euros però es va acabar triplicant i costant més de 95 milions.
En total, el Complex Administratiu 9 d'Octubre compta amb més de 110.000 metres quadrats i quatre mil empleats públics. Allò que es conserva és la unitat que formen les cel·les del projecte original, els murs són enderrocats i en l'espai que ocupaven s'han construït quatre edificis, tres de nou altures i un quart de setze recaent a la part més propera a Mislata.